# Uroplata
Uroplata is een geslacht van kevers uit de familie bladkevers (Chrysomelidae).
De wetenschappelijke naam van het geslacht werd in 1837 gepubliceerd door Louis Alexandre Auguste Chevrolat.

## Soorten
- Uroplata aeneicollis Weise, 1911
- Uroplata amazona (Weise, 1911)
- Uroplata ambigua Chapuis, 1877
- Uroplata andicola Weise, 1911
- Uroplata angulata (Fabricius, 1787)
- Uroplata angulosa (Olivier, 1792)
- Uroplata approximata Pic, 1931
- Uroplata armata Baly, 1885
- Uroplata atriceps Pic, 1933
- Uroplata atricornis (Pic, 1927)
- Uroplata auriculata Uhmann, 1943
- Uroplata basifemoralis Pic, 1931
- Uroplata bicoloriceps Pic, 1931
- Uroplata bilineata Chapuis, 1877
- Uroplata bipunctaticollis Chapuis, 1877
- Uroplata borgmeieri Uhmann, 1937
- Uroplata brevenotata (Pic, 1933)
- Uroplata calopteroides (Weise, 1911)
- Uroplata chalepodies Weise, 1911
- Uroplata coarctata (Weise, 1921)
- Uroplata constricta Weise, 1910
- Uroplata costaricana Pic, 1932
- Uroplata cruralis Uhmann, 1940
- Uroplata daguerrei (Pic, 1930)
- Uroplata decipiens Uhmann, 1931
- Uroplata denticulata (Uhmann, 1938)
- Uroplata distinguenda Baly, 1885
- Uroplata dolorosa Baly, 1885
- Uroplata donceeli Pic, 1937
- Uroplata donckieri Pic, 1933
- Uroplata emilii Chapuis, 1877
- Uroplata fasciata Pic, 1933
- Uroplata ferruginea Weise, 1905
- Uroplata fiebrigi Spaeth, 1937
- Uroplata foresteri Uhmann, 1949
- Uroplata fulvopustulata Baly, 1885
- Uroplata fusca Chapuis, 1877
- Uroplata germaini Pic, 1927
- Uroplata girardi Pic, 1934
- Uroplata holosericea Weise, 1911
- Uroplata humeralis Pic, 1933
- Uroplata iheringi Weise, 1911
- Uroplata interrupta Weise, 1911
- Uroplata irregularis (Pic, 1932)
- Uroplata jucunda Chapuis, 1877
- Uroplata kuntzoni Uhmann, 1937
- Uroplata lantanae (Buzzi & Winder, 1981)
- Uroplata lobata Weise, 1911
- Uroplata longipes Weise, 1906
- Uroplata maculicollis Weise, 1905
- Uroplata minuscula Chapuis, 1877
- Uroplata mucronata (Olivier, 1808)
- Uroplata nebulosa Baly, 1885
- Uroplata nigritarsus Weise, 1921
- Uroplata nupta Weise, 1905
- Uroplata obscurella Wesie, 1921
- Uroplata ogloblini Monrós & Viana, 1947
- Uroplata orphanula Weise, 1905
- Uroplata pascoei Baly, 1885
- Uroplata peruana Pic, 1927
- Uroplata planiuscula Chapuis, 1877
- Uroplata probaeniformis Uhmann, 1937
- Uroplata pusilla Weise, 1905
- Uroplata quadridens Weise, 1921
- Uroplata reducta Monrós & Viana, 1947
- Uroplata reimoseri Spaeth, 1937
- Uroplata romani Wesie, 1921
- Uroplata rudis Uhmann, 1937
- Uroplata ruficornis Pic, 1933
- Uroplata rufifrons Pic, 1933
- Uroplata sculptilis Chapuis, 1877
- Uroplata serrulata Weise, 1911
- Uroplata severini Weise, 1911
- Uroplata singularis Pic, 1931
- Uroplata spaethi (Uhmann, 1940)
- Uroplata spinosa Pic, 1932
- Uroplata stevensi Baly, 1865
- Uroplata strandi Uhmann, 1937
- Uroplata sublimbata Chapuis, 1877
- Uroplata subluteofasciata Pic, 1927
- Uroplata submarginalis Baly, 1864
- Uroplata triangula (Uhmann, 1951)
- Uroplata trivittata Chapuis, 1877
- Uroplata varicostata Pic, 1932
- Uroplata variegata Weise, 1921
- Uroplata vicina Guérin-Méneville, 1844